# Le Cœur du moulin
Le Cœur du moulin est un opéra impressionniste en deux actes de Déodat de Séverac, composé sur un livret de Maurice Magre.

## Présentation
La création du poème lyrique a lieu le 8 décembre 1909 à l’Opéra-Comique de Paris. L'œuvre connaît 13 représentations après la première.
Le livret du Cœur du moulin s’inspire de la pièce en un acte Le retour, éditée à 1896 à Toulouse et écrite par Magre qui est un des amis de Séverac. L’action se déroule à Saint-Félix-Lauragais au XVIIIe siècle, et mêle réalisme et merveilleux.
Dans cet opéra impressionniste, la musique de Déodat de Séverac est marquée par des inspirations populaires, des danses paysannes languedociennes en particulier, tout en s'inscrivant dans le renouveau de l'opéra que Claude Debussy vient d’ouvrir avec la création de Pelléas et Mélisande.

## Discographie
- Le Cœur du moulin, Déodat de Séverac - Jean-Sébastien Bou (Jacques), Sophie Marin-Degor (Marie), Pierre-Yves Pruvot (Le meunier), Marie-Thérèse Keller (La mère). Maîtrise & Chœurs de l’Opéra de Tours, Orchestre symphonique Région Centre-Tours, dir. Jean-Yves Ossonce. Timpani 2010.